# Sirač
Sirač je općina u Hrvatskoj. Nalazi se u Bjelovarsko-bilogorskoj županiji.

## Zemljopis
Sirač je smješten na prostoru gdje rijeka Bijela i Pakra izlaze iz planinskih masiva Papuka i Ravne gore i gdje se potok Željnjak ulijeva u rijeku Bijelu. Taj prostor je od davnina vrlo povoljan za nastanak, razvoj i život naselja jer je dolina rijeke Bijele pogodna za izgradnju prometnica daleko u planinsku unutrašnjost bogatu vodom, šumom i kamenom.
Općina Sirač graniči:
- na sjeveru s Gradom Daruvarom i Općinom Đulovac,
- na zapadu s Općinom Dežanovac,
- na jugu i istoku s Požeško-slavonskom županijom.

Sirač se nalazi na nadmorskoj visini od 161 m. Sa svojom površinom koja je 5,37 % površine Bjelovarsko-bilogorske županije i brojem stanovnika koji je 1,91 % stanovništva Bjelovarsko-bilogorske županije, Općina Sirač je općina prosječne veličine na području Županije.
Površina Općine: 144,91 km2
Broj stanovnika (2001.): 2546
Prosječna godišnja stopa pada: –2,57 % (1991. – 2001.)
Prosječna gustoća naseljenosti 17 st./km2

## Stanovništvo
Po popisu iz 2001. godine, općina Sirač je imala 2546 stanovnika.

### Sirač (naseljeno mjesto)
- 2001. – 1606
- 1991. – 1747 (Hrvati – 1501, Srbi – 54, Jugoslaveni – 53, ostali – 139)
- 1981. – 1691 (Hrvati – 1166, Jugoslaveni – 376, Srbi – 54, ostali – 95)
- 1971. – 1946 (Hrvati – 1685, Srbi – 82, Jugoslaveni – 30, ostali – 149)

## Uprava
- Načelnik: Branimir Miler
- Zamjenik načelnika: Zvonko Balder

Poglavarstvo: 
- Branimir Miler
- Zvonko Balder
- Josip Salopek
- Edo Kukec
- Josip Krajcer

## Povijest
Manji nalazi novca upućuju na postojanje Sirača još u rimsko doba, kada je pripadao provinciji Gornjoj Panoniji na municipalnom teritoriju Aquae Balissae, središtu naroda Iassa (Municipium Iasorum), danas grad Daruvar. 
Na prostoru današnje Općine Sirač u srednjem vijeku nastaju dvije feudalne utvrde:, Sirač i Željnjak. Lokalitet utvrde Sirač narod naziva Stari Grad.
Ime Sirač prvi put se pojavljuje u srednjovjekovnoj listini iz 1234. godine kao zemljišni posjed Syrionuk, smješten u kotaru Toplici. Kao i ostale važnije feudalne utvrde zabilježen je na prvim kartama Slavonije iz 16. stoljeća. Narodna tradicija pogrešno pripisuje osnivanje Sirača i benediktinskog samostana sv. Margarete u susjednom selu Bijela viteškom redu Templara.  Utvrdu u Siraču (Zirch) kao središte posjeda sagradili su njemački rod plemića Tiboldovića (Thybold) koji su bili i patroni benediktinskog samostana. U istoimenom trgovištu nalazila se župna crkva Blažene Djevice Marije.  Srednjovjekovne isprave potvrđuju da je 1343. godine Sirač u vlasništvu obitelji Tiboltović, a 1389. godine ugarski kralj Sigismund uzima Sirač Tiboltovićima i poklanja ga Kaštelanovićima od Sv. Duha čiji se posjed nalazio u danas susjednoj općini Dežanovac. Poradi turske opasnosti Kaštelanovići 1499. grade utvrdu Željnak čije se ruševine nalaze nedaleko kamenoloma Mračara i sela Barica. Provalom Turaka u ove krajeve 1542. godine,  Sirač i Željnjak dolaze u njihov posjed, a većina stanovništva, među kojima je i starosjedilačko hrvatsko, odlazi u današnju zapadnu Mađarsku i Gradišće u Austriji. Turci su po svom dolasku naselili Muslimane i Vlahe pa je u 17. stoljeću bilo u Siraču (tur. Sirče) oko 300 kuća s pretežno muslimanskim življem. Sirač je središte nahije i kadiluka.
Borbe za Sirač su česte. Godine 1687. su zbog napredovanja hrvatske vojske pod zapovjedništvom bana Draškovića i carske pod Dünerwaldom, Turci napustili Sirač, a carski austrijski dvor ga 1695. godine formalno poklanja, ali ne i predaje, patrijarhu Arseniju Crnojeviću, koji je došao sa srpskim porodicama. Krajem 17. stoljeća Sirač je bio središte kotara.
Ostao je u vlasti bečke Carske komore, pa ga najprije 1748. godine carica Marija Terezija poklanja svome suprugu, a 1763. Sirač, utvrdu u ruševinama, i posjed kupuje Antun Janković, tada podžupan požeški. Naseljavanje Sirača ponovo počinje pod kraj 18. stoljeća, posebno 1776. godine, kada su iz Like i Gorskog kotara doselile hrvatske porodice, a šezdesetih i sedamdesetih godina 19. stoljeća počinju se na ove prostore naseljavati njemačke obitelji iz Austrije, Moravske i Mađarske. Tih godina počinje i gospodarski razvoj Sirača.
Intenzivnija eksploatacija šume počela je 1872. godine, a kamena 1895. posebice za izgradnju cesta, te željezničke pruge Barcs – Pakrac koja je puštena u promet 1897. godine. Odmah nakon izgradnje željezničke pruge, društvo Južna željeznica zakupilo je siračka brda na istoku, otvorilo kamenolome i napravilo odvojak željezničke pruge kroz sela do potoka Grižine, dok je vlastelinstvo Tükory nastavilo eksploatacijom šuma. Mogućnost rada i zarade privlači nove došljake u Sirač, među kojima su u to vrijeme nešto brojnije češke obitelji.
Šume često mijenjaju vlasnike pa su nakon 1918. godine, u narednih dvadesetak godina, vlasnici šuma Jugoslavensko dioničko društvo, Guttman i Dioničko društvo "Croatia" koje za potrebe prerade drveta gradi novu veliku pilanu. Dio posjeda je koloniziran u zaselak Baricu, gdje su se nastanili Gorani, Primorci iz Podgorja i Talijani iz okoline Vicenze i Padove. 
O Siraču u Drugom svjetskom ratu pisano je s pozicija bivšeg sustava, jednostrano, pa prava istina o tom vremenu tek treba biti napisana. Sigurno je da je zbog svog zemljopisnog, pa i vojnog značaja bio zanimljiv vojskama na ovim prostorima, a taj interes prouzročio je znatna ljudska i materijalna stradanja. Sirač je u vrijeme rata bio općinsko, ali i vojno središte u kojem su bile postrojbe "Kulturbunda", ustaške postrojbe i domobranski Gorski zdrug. I mještani Sirača su dijelom bili pripadnici tih postrojbi. Partizanske postrojbe su 13. lipnja 1943. godine ušle u Sirač, nakon što su slomile otpor utvrđenih domobrana i ustaša u školskoj zgradi i u crkvi. Niti nakon toga Sirač još dugo nije imao potpunu vlast jedne ili druge vojske, jer su u njega preko dana često zalazile postrojbe ustaša, njemačke vojske i domobrana, dok su partizani u mjesto ulazili uglavnom noću.
Iz Drugog svjetskog rata Sirač je izašao kao jedan od 5 lokalnih centara općine Daruvar. Čelništva općine Sirač, Daruvar, a najviše sami mještani kroz Mjesnu zajednicu, nastojali su s više i manje uspjeha pokrenuti proizvodne i prerađivačke kapacitete, te razne udruge, nastaviti tradiciju prerade drveta, osnovnog školstva, zdravstvene zaštite, pošte, kulturnih djelatnosti, športa i vatrogastva.
Sve vrijeme nakon Drugog svjetskog rata Sirač je ostao malo središte gospodarske i društvene djelatnosti ovog kraja te se razvijao. 
Za Sirač je Domovinski rat počeo 5. svibnja 1991. godine kada je formiran Krizni štab za pripremu i vođenje oružanog otpora, a prva naoružana postrojba osnovana je dan kasnije. Velikosrpska oružana agresija počinje 19. srpnja 1991. godine kada su pobunjeni Srbi iz zasjede napali policijsku ophodnju u Purnici, kojom prilikom je sedam pripadnika MUP-a ranjeno, a dvojica su ubijena. Gotovo svi mještani bili su organizirani u obrani, a samo mali broj stanovnika je napustio Sirač. U odredima Narodne zaštite i postrojbi 4. satnije 58. samostalnog bataljuna bilo je 447 stanovnika općine Sirač. Tijekom rata poginulo je 9 Sirčana u postrojbama Hrvatske vojske i policije, a 11 poginulih su civilne žrtve Domovinskog rata, dok ih je 39 ranjeno.

## Poznate osobe
- Dragomir Čumić (1937. – 2013.), glumac
- Franjo Hrabak, matematičar
- Dragutin Jurko, agronomski stručnjak

## Spomenici i znamenitosti
Sirač je od davnina, točnije od srednjeg vijeka i turskih vremena poznat po utvrdi Sirač, lokalitetu Stari Grad, a odnedavno je mjesto dobilo i novi park, Park branitelja Sirača.

## Vjera
- Župna crkva Pohoda Blažene Djevice Marije
- Baptistička crkva Sion
- Srpska Pravoslavna Crkva (Velika Gospa)
- Manastir Pakra

## Obrazovanje
- Osnovna škola Sirač

## Kultura
- Kulturno-umjetničko društvo Kamen Sirač  Arhivirana inačica izvorne stranice od 11. kolovoza 2020. (Wayback Machine)

## Šport
- NK Kamen Sirač
- Streljačko društvo Pobjeda Sirač

## Vanjske poveznice
- Službene stranice Općine Sirač